# Escala octatônica

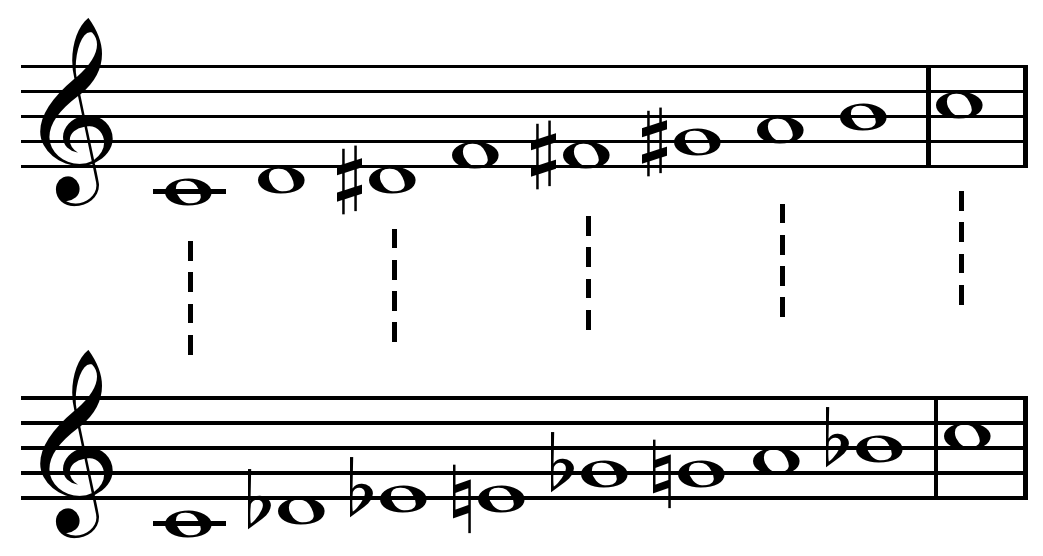
Escalas octatônicas em dó.

Em música, uma escala octatônica é uma escala ou modo musical constituído por uma sucessão de oito sons, alturas ou notas diferentes dentro de uma oitava.

## Descrição
O exemplo típico de escala octatônica é uma escala em que as notas ascendem, alternando intervalos de um tom inteiro e um semitom, criando uma escala simétrica. Na teoria clássica, em contraposição à teoria de jazz, essa escala pode ser chamada simplesmente escala octatônica, ainda que existam outros quarenta e dois conjuntos de oito tons possíveis não enarmonicamente  equivalentes e não transposicionalmente equivalentes. 
Na teoria do jazz, essa escala é mais comumente denominada escala diminuída ou escala simétrica diminuída, pois ela pode ser concebida como uma combinação de dois acordes de sétima diminuída entrelaçados, assim como a escala aumentada pode ser concebida como uma combinação de duas tríades aumentadas entrelaçadas. 
O primeiro tratamento sistémico da escala octatônica aparece no tratado inédito de Edmond de Polignac titulado Étude sur les sucesiones alternantes de tons et démi-tons (Et sur la gamme dite majeure-mineure) de 1879. Esse tratado precedeu em meio século à obra Scale alternate per pianoforte de Vito Frazzi, de 1930.